# ТЭЦ Гожув
ТЭЦ Гожув – теплоэлектроцентраль на западе Польши в городе Гожув-Велькопольский.

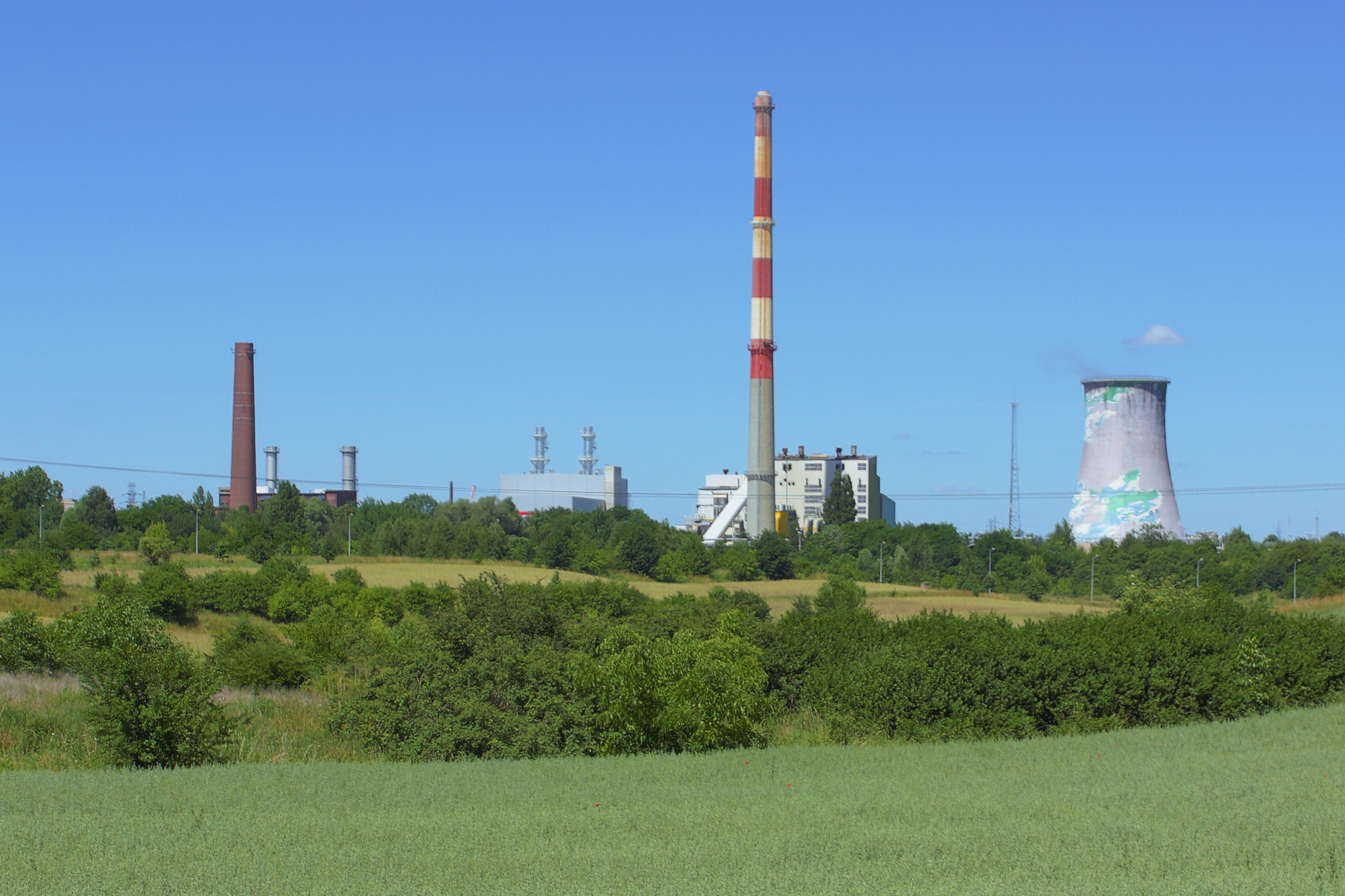

В 1939 году в Гожуве (который на тот момент принадлежал Германии) начала работать муниципальная электростанция, оборудование которой было вывезено в СССР в 1945 году. А в 1950 году, когда город уже был передан Польше, здесь запустили новый генерирующий объект с тремя паровыми котлами SMV и соответствующим количеством конденсационных турбин шведской компании Stal. В 1958 году дополнительно установили австрийский котел Pauker и еще одну турбину того же шведского производителя типа DDM-55. А в 1971 году станцию расширили за счет турбины с противодавлением 3P6-6 ельблонгской компании Zamech.
В 1977–1978 годах была построена вторая очередь (ЭС-2) в составе двух энергоблоков с паровыми котлами рацибузской Rafako ОР-140 и турбинами TC32 мощностью по 32 МВт той же Zamech.
Кроме того, для покрытия пиковых нагрузок в теплосистеме в середине 1970-х годов на станции установили три водогрейных котла производства Rafako — два WP-120 мощностью по 140 МВт и один WP-70 мощностью 81 МВт.
В 1999 году на ЭС-1 создали парогазовый блок, для которого установили газовую турбину ABB (получила номер Т-8) мощностью 54,5 МВт. Через котел-утилизатор Foster Wheeler OUG83/140 (изготовленный филиалом в польском Сосновце) ее соединили с двумя уже существующими паровыми турбинами со станционными номерами Т-4 и Т-5 — шведской DDM-55 мощностью 5 МВт и 3P6-6 с показателем 6 МВт.
А в 2017 году стала действовать очередь ЭС-3, которая имеет современный парогазовый блок мощностью 138 МВт. Его оснастили двумя газовыми турбинами Siemens SGT-800 (на ТЭЦ обозначены как TG-11 и TG-12) мощностью по 50,5 МВт, которые через котлы-утилизаторы Aalborg питают одну паровую турбину Siemens SST-400 (станционный номер Т-10) мощностью 42 МВт. Тепловая мощность блока составляет 90 МВт. В отличие от первых двух очередей, которые строили с учетом угля, ЭС-3 сразу же спроектировали для сжигания природного газа — как добываемого на местных месторождениях (отличающегося высоким содержанием азота), так и поступающего из газотранспортной системы.
Помимо третьей очереди, на ТЭЦ продолжают эксплуатироваться парогазовый блок ЭС-1, оба паровых котла ОР-140, одна турбина (станционный номер Т-6) и водогрейный котел WP-70 из состава ЭС-2. Общая электрическая мощность в такой конфигурации оценивается на уровне 237 МВт при тепловой мощности в 368 МВт. Работу очереди ЭС-2 планируют завершить в первой половине 2020-х годов.
Выдача продукции происходит по ЛЭП, рассчитанной на работу под напряжением 110 кВ.